# Tarjeta OPUS
OPUS es una tarjeta inteligente de valor almacenado de interfaz dual recargable (con contacto/sin contacto) que utiliza el estándar Calypso y es utilizada por los principales operadores de transporte público en el Gran Montreal y la ciudad de Quebec, Quebec, Canadá. Cumple con el estándar ISO/IEC 14443 para tarjetas inteligentes y puede ser leído por teléfonos inteligentes con una antena NFC.
El nombre de la tarjeta en francés, Carte OPUS, es un juego de palabras con la palabra en francés para tarjetas inteligentes con chips integrados, carte à puce.

## Tarifas
Una ventaja de la tarjeta inteligente en comparación con el sistema anterior es la perfecta integración con otras redes de tránsito de las ciudades vecinas. Otra ventaja se relaciona con la velocidad a la que los usuarios pueden acceder al sistema. A diferencia de las tarjetas de banda magnética que se usaban anteriormente, la tarjeta inteligente sin contacto es más fácil de usar porque la tarjeta no corre el riesgo de desmagnetizarse e inutilizarse, y tampoco requiere que los usuarios deslicen la tarjeta de una manera particular: proximidad al lector sin contacto será suficiente. Una desventaja es que una nueva tarjeta cuesta $6. Las tarjetas vencen después de cuatro años y no hay cargo por reemplazos.

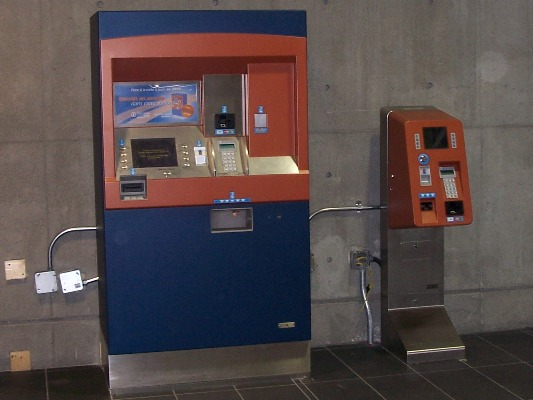
Estación de recarga típica dentro de la estación de metro Cartier.

Una tarjeta puede contener hasta cuatro tipos diferentes de tarifas. Por ejemplo, una tarjeta OPUS puede contener un pase mensual STM, 10 boletos STL, 6 boletos CIT Laurentides y 2 boletos de tren para Exo zona 5, o ambos boletos STM individuales y un pase semanal o mensual). A diferencia de otras tarjetas de tránsito, como Presto (Ontario) y Compass (Metro Vancouver), OPUS no es un sistema de valor almacenado. La tarifa correspondiente se deduce al pagar en cualquier máquina, de manera similar a PayPass, y los pases diarios, semanales y mensuales se usan antes que los boletos individuales. El objetivo principal detrás de la creación de esta tarjeta fue reducir la evasión de tarifas en los sistemas de tránsito de la provincia.
La tarjeta está disponible en varios puntos de venta donde actualmente se venden tarifas de tránsito local. Las estaciones de recarga se pueden encontrar en las estaciones de metro de Montreal, las estaciones de tren y las terminales de autobuses Exo, así como en minoristas específicos donde se venden tarifas de tránsito local.
Los costos para la STM relacionados con el proyecto fueron de aproximadamente $138 millones, en comparación con el costo original estimado de unos $100 millones. Originalmente, se suponía que el proyecto se implementaría en 2006.
La tarjeta OPUS ha sido ampliamente criticada por su falta de capacidad de almacenamiento de valor y su capacidad para cargar solo cuatro tipos de boletos/pases simultáneamente, lo que reduce significativamente la capacidad y flexibilidad que de otro modo se obtendría con un sistema de almacenamiento de valor.

## Fases de implementación
- Segundo trimestre de 2008: pruebas con empleados de las autoridades de tránsito y grupos selectos de probadores.
- Segundo trimestre de 2008: implementado solo para usuarios de RTL.
- Cuarto trimestre de 2008: implementado para estudiantes en todos los usuarios de STM, STL y RTL, así como en Exo TRAM.
- Finales del cuarto trimestre de 2008: implementado para todos los usuarios de tarifas regulares de las tres autoridades de tránsito, así como para los usuarios de Exo TRAM.
- Segundo trimestre de 2009:  Inicio del despliegue para usuarios de sistemas CIT.
- Segundo trimestre de 2010: fin de la implementación para usuarios de sistemas CIT.

En preparación para este nuevo paso en la red de transporte público de Montreal, se instalaron torniquetes que incorporan el lector y las máquinas expendedoras en las estaciones de Metro; Los autobuses habían sido previamente equipados con nuevas cajas de tarifas que incorporan el lector de tarjetas, para garantizar la uniformidad de los métodos de pago en la red de tránsito de Montreal y sus suburbios.

## Autoridades que aceptan la tarjeta

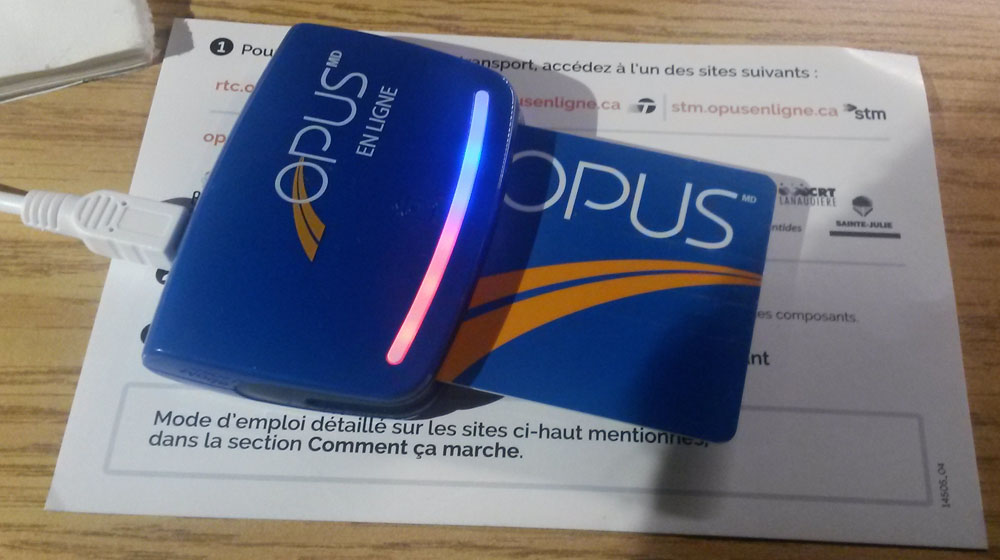
Lector de tarjetas personales para recargar tarjetas Opus mediante la interfaz de contacto

Las autoridades de transporte que utilizan la tarjeta son:
| Sistema de transporte              | Estatus                   | Método de validación         |
| ---------------------------------- | ------------------------- | ---------------------------- |
| Exo                                | Segundo trimestre de 2008 | Validador electrónico ACS    |
| Société de transport de Montréal   | Segundo trimestre de 2008 | GFI Genfare Odyssey          |
| Société de transport de Laval      | Segundo trimestre de 2008 | GFI Genfare Odyssey          |
| Réseau de transport de Longueuil   | Segundo trimestre de 2008 | Lector de proximidad VPE 415 |
| Réseau de transport de la Capitale | Segundo trimestre de 2008 | Lector de proximidad VPE 415 |
| Ville de Sainte-Julie              | abril de 2009             | Lector de proximidad VPE 415 |
| Société de transport de Lévis      | Cuarto trimestre de 2011  | Lector de proximidad VPE 415 |
| Réseau express métropolitain       | Segundo trimestre de 2023 |                              |